# Jaskier Kobendzy
Jaskier Kobendzy (Ranunculus kobendzae Halamski) – gatunek (mikrogatunek) z rodzaju jaskier (Ranunculus), należący do gatunku zbiorowego (agregatu) jaskier różnolistny (Ranunculus auricomus aggr.). Nazwa upamiętnia Romana Kobendzę, który zebrał okaz zielnikowy, wskazany w protologu jako holotyp gatunku. Występuje w lasach.

## Rozmieszczenie geograficzne
Gatunek znany jest wyłącznie z Polski. W protologu jako lokalizację typową wskazano rezerwat Dębina we wsi Lipka w okolicach Warszawy; podano ponadto dwie inne lokalizacje w województwie mazowieckim i jedną w województwie łódzkim.

## Morfologia
Do charakterystycznych cech tego gatunku należą:
- liście odziomkowe nerkowate, niepodzielone (rzadko trójdzielne, dłoniastowrębne), o szerokiej zatoce nasadowej;
- liście łodygowe podzielone na 5–8 segmentów o kształcie lancetowatym do odwrotnielancetowatego z zaokrąglonymi ząbkami w liczbie 3–6(–9) na jednej stronie środkowego segmentu najniższego liścia łodygowego;
- kwiaty zwykle niedoskonałe (o niekompletnej liczbie płatków)
- dno kwiatowe (torus) o kształcie jajowatym do walcowatego z 30–35 karpoforami[4].

### Gatunki podobne
Jaskier Kobendzy był pierwotnie opisywany jako jaskier kaszubski (Ranunculus cassubicus L.). Jaskier kaszubski (gatunek zbiorowy) zwykle ma liście odziomkowe okrągłe (nie nerkowate), a ząbkowanie odcinków liści łodygowych jest mocniejsze. Innymi podobnymi gatunkami (mikrogatunkami w obrębie gatunku zbiorowego Ranunculus auricomus aggr.) są m.in. jaskier Ranunculus allemannii Braun-Blanq. i Ranunculus zmudae Jasiewicz; pierwszy (znany z Alp) różni się szerszymi odcinkami liści łodygowych, a drugi (opisany z Puszczy Niepołomickiej) - bardziej podzielonymi liśćmi odziomkowymi i kształtem dna kwiatowego.

## Cytogenetyka
Na podstawie badań metodą cytometrii przepływowej wykazano, że gatunek ten jest tetraploidem.